# Alitzarina
Alitzarina o 1,2-dihidroxiantraquinona és un compost orgànic, la fórmula del qual és C14H₈O₄, que ha tingut un paper destacat com a tint. Originalment es va obtenir de les arrels de la planta del gènere Rubia (principalment Rubia tinctorum). La paraula alitzarina prové de l'àrab i vol dir suc.
L'alitzarina va ser utilitzada per a la vestimenta militar de l'exèrcit britànic durant segles. El 1869 va ser el primer pigment natural que va ser sintetitzat químicament.
Els pintors també varen fer servir aquest pigment.

## Origen
L'alitzarina es troba a l'arrel de la planta Rubia tinctorum i en diverses parts de la planta de l'Índia (Rubia cordifolia).

## Història
La Rubia tinctoria s'ha conreat des de l'antiguitat a l'Àsia central i Egipte, des de 1500 aC. Les robes del faraó Tutankamon porten aquest tint. Carlemany encoratjà que es conreés.

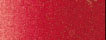
llista de colors d'alitzarina

Quan el 1869 es va fer alitzarina sintètica molt econòmica, el mercat es va col·lapsar ràpidament. Actualment l'alitzarina sintètica s'ha substituït per la quinacridona, que és més resistent.

## Estructura i propietats
L'alitzarina és un dels deu isòmers de la dihidroxiantraquinona. La seva molècula es pot veure com a derivada de l'antraquinona per reemplaçament de dos àtoms d'hidrogen per grups hidroxil (-OH).
És soluble en hexà i cloroform.

## Usos
El roig alitzarina es fa servir en assaigs bioquímics per determinar quantitativament per colorimetria, la presència de dipòsits de calci en les cèl·lules de l'os.
Es fa servir en la clínica per tintar el líquid sinovial per analitzar-ne el contingut de cristalls de fosfat de calci.
En geologia es fa servir per tintar indicant la presència de carbonat de calci, calcita i aragonita.